# Eupithecia maestosa
Eupithecia maestosa es una especie de polilla de la familia Geometridae. La especie fue descrita por primera vez por George Duryea Hulst habiendo sido descrita en 1896, con distribución en América del Norte, desde el extremo oeste de Alberta hasta la isla de Vancouver, al norte hasta el norte de Columbia Británica y al sur hasta Texas y ampliamente descrita en California. La envergadura es de unos 17 a 21 milímetros (0,7 a 0,8 plg). Su hábitat se compone de zonas boscosas y arbustivas. Los adultos son de color amarillo oscuro, marrón y gris. En California, vuelan casi todo el año.
Se alimentan de Amelanchier alnifolia, Ceanothus cuneatus, Fraxinus latifolia, Holodiscus discolor y Sambucus cerulea.